# 新長田一番街商店街

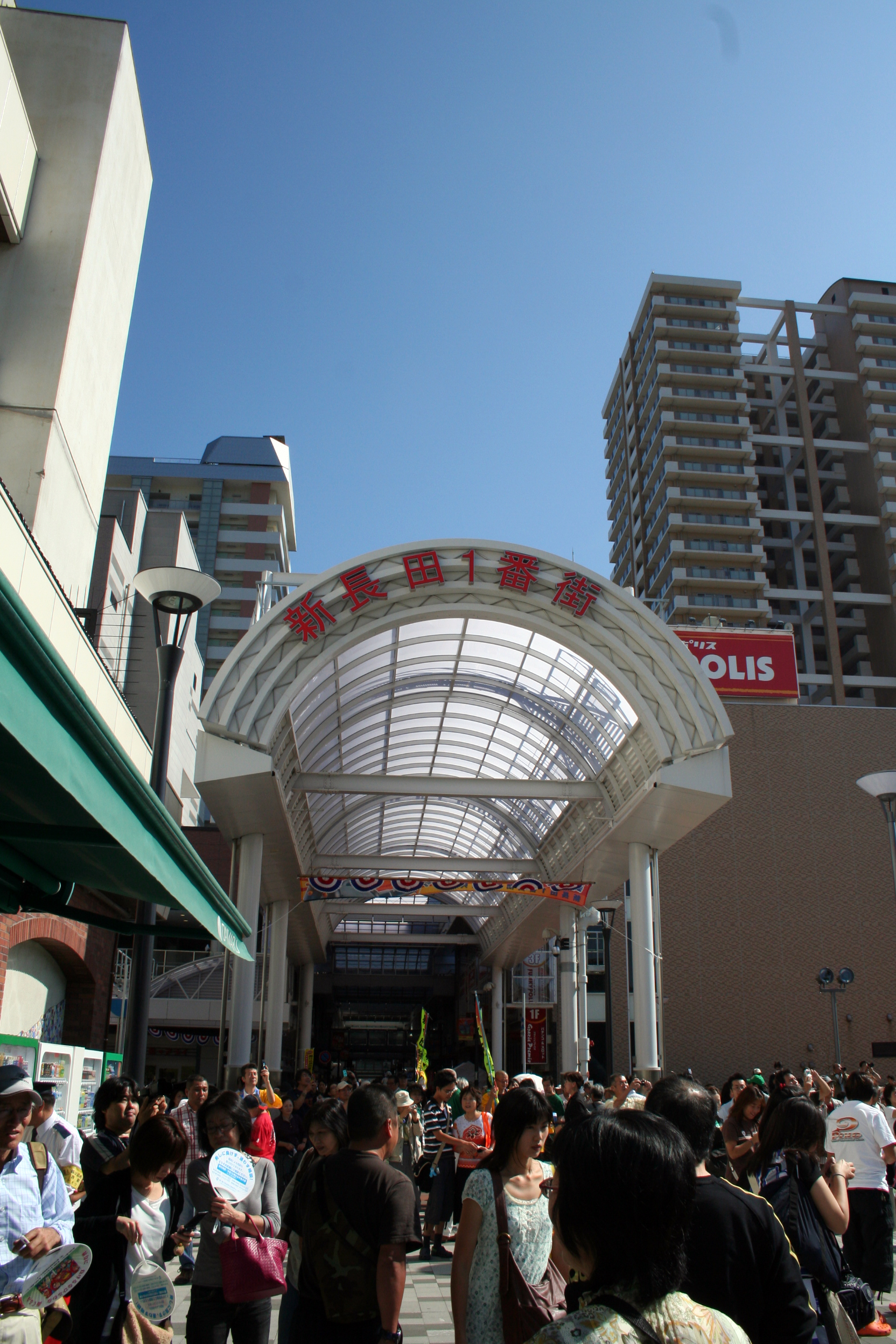

新長田一番街商店街（しんながたいちばんがいしょうてんがい）とは兵庫県神戸市長田区に存在する商店街。

## 概要
この地区に存在する商店街の中では新しい商店街である。1954年、国鉄新長田駅が開業してからこの地区に店舗が集積し、それより任意団体として運営されてきた。ジョイプラザが開業し同時にアーケードが整備され、振興組合となった。阪神・淡路大震災では8割近くの木造店舗が崩壊し仮設店舗で経営され、それからこの地区は神戸市の再開発地区に指定され、アスタくにづかとなり各店舗はここで経営されることとなり現在に至る。
2009年10月にできた鉄人28号のモニュメントに隣接する商店街でもある。振興組合の理事長によれば、鉄人28号のモニュメントができてからの効果は高いと言う。鉄人広場でイベントが行われる日には、商店街に存在する飲食店の売り上げの伸びが顕著。夏にはビアガーデンが実施されており、その日には飲食店の売り上げが下がると思われたものの、ビアガーデンに入りきらない客が飲食店を利用していた。
定期的に阪神・淡路大震災からの復興フリーライブが行われている。2018年1月17日には、松村邦洋も参加して、KOBerrieS♪とともに炊き出しを行った。